# Flight of Icarus
„Flight of Icarus“ е песен на британската хевиметъл група Айрън Мейдън. Излиза през 1983 г. в албума „Piece of Mind“ и е осмият сингъл на групата. Това е първият сингъл на групата пуснат и в САЩ.
Песента, чието име буквално се превежда като „Полет на Икар“, е базирана на древногръцката легенда за Икар и баща му Дедал. Според нея двамата били затворени в Лабиринта на остров Крит и за да избягат си направили криле от восък и пера. Икар не се вслушал в съвета на баща си и се приближил прекалено много до слънцето, което разтопило восъкът и той паднал в морето, където загинал. Вокалът Брус Дикинсън признава, че е изменил малко историята, за да направи аналогия с бунта на тийнейджърите срещу възрастните.
Според басиста Стив Харис студийната версия трябва да бъде по-бърза, за това на концерти песента е изпълнявана по-бързо. Първото соло е свирено от Дейв Мъри, второто от Ейдриън Смит, а финалното – отново от Мъри.

## Състав
- Брус Дикинсън – вокал
- Дейв Мъри – китара
- Ейдриън Смит – китара, беквокали
- Стив Харис – бас, беквокали
- Нико Макбрейн – барабани

|  | Тази страница частично или изцяло представлява превод на страницата Flight of Icarus в Уикипедия на английски. Оригиналният текст, както и този превод, са защитени от Лиценза „Криейтив Комънс – Признание – Споделяне на споделеното“, а за съдържание, създадено преди юни 2009 година – от Лиценза за свободна документация на ГНУ. Прегледайте историята на редакциите на оригиналната страница, както и на преводната страница, за да видите списъка на съавторите. ВАЖНО: Този шаблон се отнася единствено до авторските права върху съдържанието на статията. Добавянето му не отменя изискването да се посочват конкретни източници на твърденията, които да бъдат благонадеждни. |